# Mechanicsburg, Ohio
Mechanicsburg är en ort (village) i Champaign County i Ohio. Vid 2020 års folkräkning hade Mechanicsburg 1 681 invånare.

## Kända personer från Mechanicsburg
- William B. Saxbe, politiker